# 皇大神社 (福知山市)
皇大神社（こうたいじんじゃ）は、京都府福知山市大江町内宮にある神社。旧社格は府社。元伊勢伝承地（吉佐宮）の1つ。

## 概要
現在伊勢神宮の祭神である天照大御神は、古くは宮中に祀られていた。この状態を畏怖した天皇の命で、崇神天皇6年から鎮座地を求めて各地を転々とした。垂仁天皇25年最終的に伊勢に落ち着くが、それまでの間に訪れた一時遷座地は、各地で元伊勢として語り継がれた。
当社はそうした元伊勢伝承地の1つで、「但波（丹波）国乃吉佐宮」 の旧跡にあたる。そのため「元伊勢」を冠して称され、また特に皇大神宮（伊勢神宮内宮）の元宮であるとの伝承から、元伊勢内宮 皇大神社とも称される。
市内大江地域には当社を加えて以下の元伊勢伝承の神社があり、総称して「元伊勢三社」と呼ばれている。
| 福知山市大江町の元伊勢三社 | 福知山市大江町の元伊勢三社 | 福知山市大江町の元伊勢三社             |
| -------------------------- | -------------------------- | -------------------------------------- |
| 皇大神社                   | 福知山市大江町内宮         | 皇大神宮（伊勢神宮内宮）の元宮伝承地   |
| 豊受大神社                 | 福知山市大江町天田内       | 豊受大神宮（伊勢神宮外宮）の元宮伝承地 |
| 天岩戸神社                 | 福知山市大江町佛性寺       | 皇大神社奥宮                           |

なお、吉佐宮の伝承を有する神社には、当社の他にも真名井神社（籠神社摂社）、笶原神社、竹野神社がある。

## 祭神
- 天照大神 - 皇祖神、伊勢の皇大神宮（内宮）祭神

## 歴史
『倭姫命世記』に、崇神天皇39年、天照太神を奉じた豊鋤入姫命が鎮座地を求めて但波（丹波）国へ遷幸し、吉佐宮を築いて4年間奉斎したと記すが、社伝によれば、当神社はその旧跡であり、天照大神が吉佐宮から遷座した後もその神徳を慕った人々が引き続き伊勢神宮内宮の元の宮として崇敬してきたといい、元明天皇朝（707 - 15年）に社殿を建立したという。また、それとは別に、用明天皇の皇子麻呂子親王が当地の兇賊を成敗するに際して勧請したものであるとの異伝もある（宝暦11年（1761年）の『丹後州宮津府志』 所引『天橋記』）。
近世以前の沿革は不明であるが、江戸時代には4石3斗4合の社領を有し（天和元年（1681年）の『宮津領村高帳』）、明暦2年（1656年）に宮津藩主京極高国が社殿を造営し（社蔵棟札）、元禄14年（1701年）に同奥平昌成も修造してから歴代宮津藩主もこれに倣ったといい、また60年に1度の式年遷宮も行われていた。
昭和5年（1930年）府社に列し、戦後は神社本庁に参加している。

## 境内

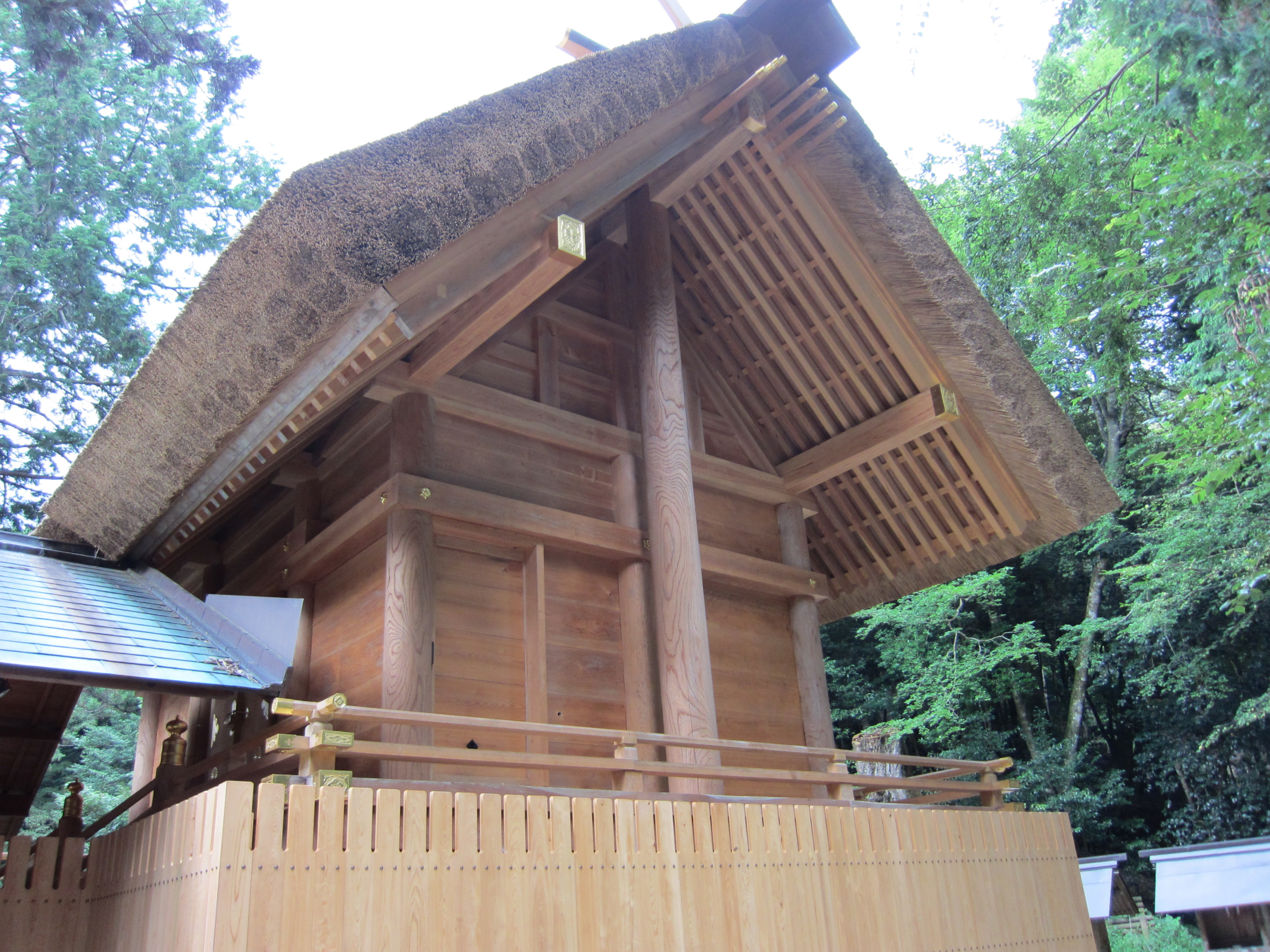
本殿 桁行3間梁間2間の神明造茅葺。内削ぎの千木を持ち、棟に鰹木を置く。
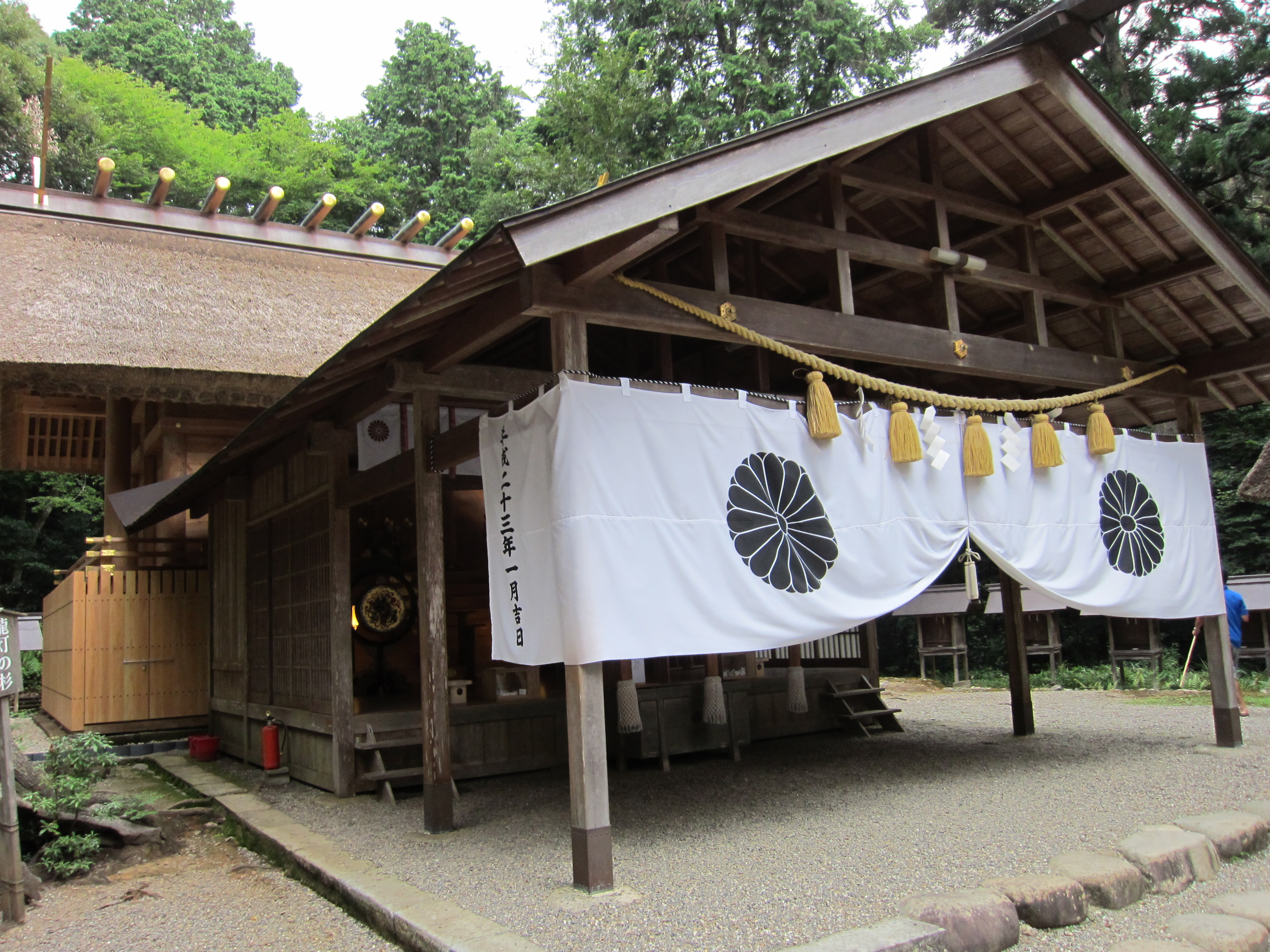
拝殿
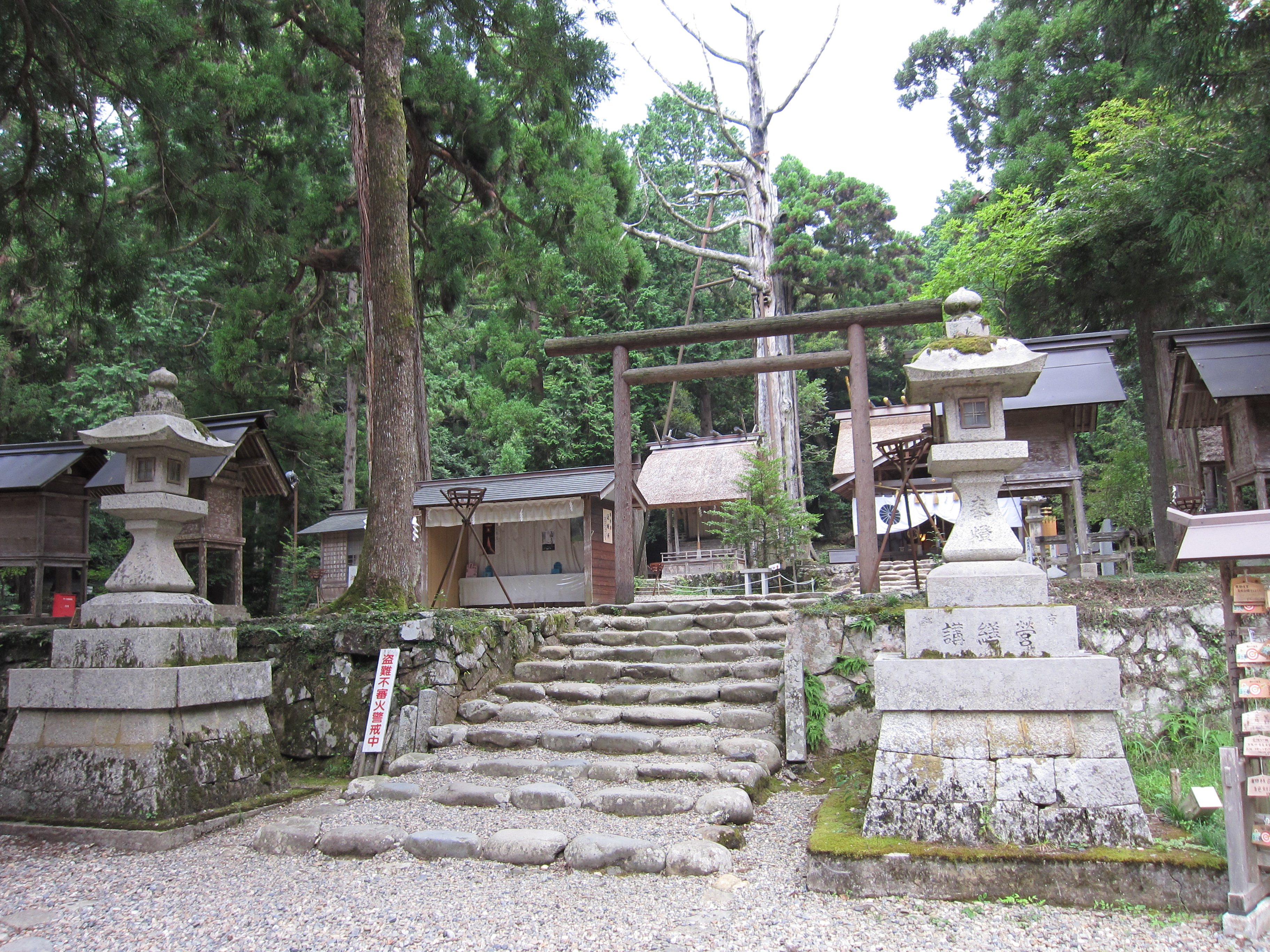
鳥居 豊受大神社の鳥居と同様の黒木造りの鳥居。類似した黒木鳥居が野宮神社に存在する。
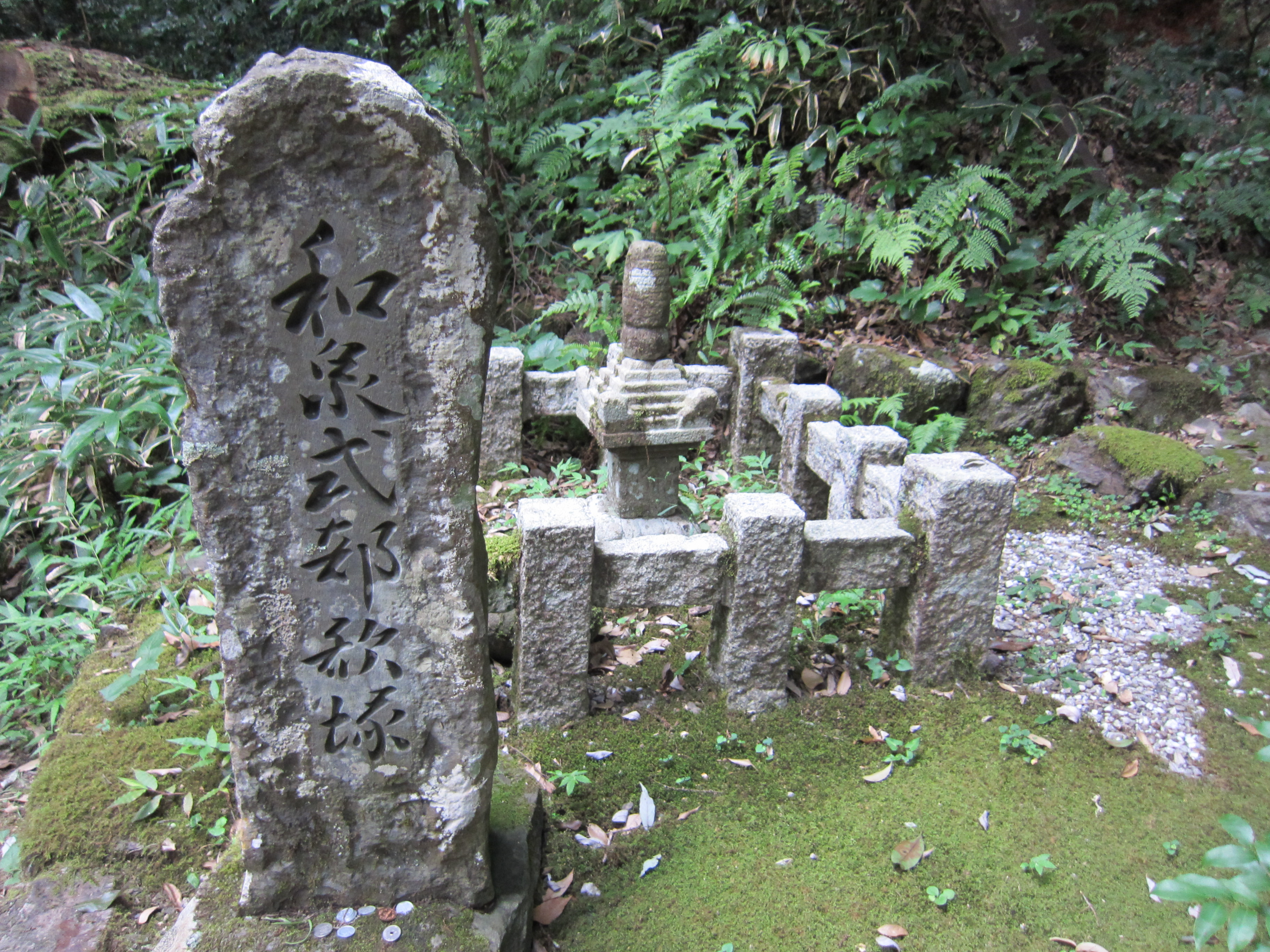
和泉式部歌塚

中心に本殿があり、本殿を囲む形でコの字形に末社83社が鎮座している。
- 龍燈の杉
- 麻呂子親王手植の杉

## 摂末社

### 摂社（脇宮）
本殿の両脇に鎮座。
- 栲機千々姫社 - 本殿左。祭神：栲幡千々姫命
- 天手力雄命社 - 本殿右。祭神：天手力雄命

### 末社

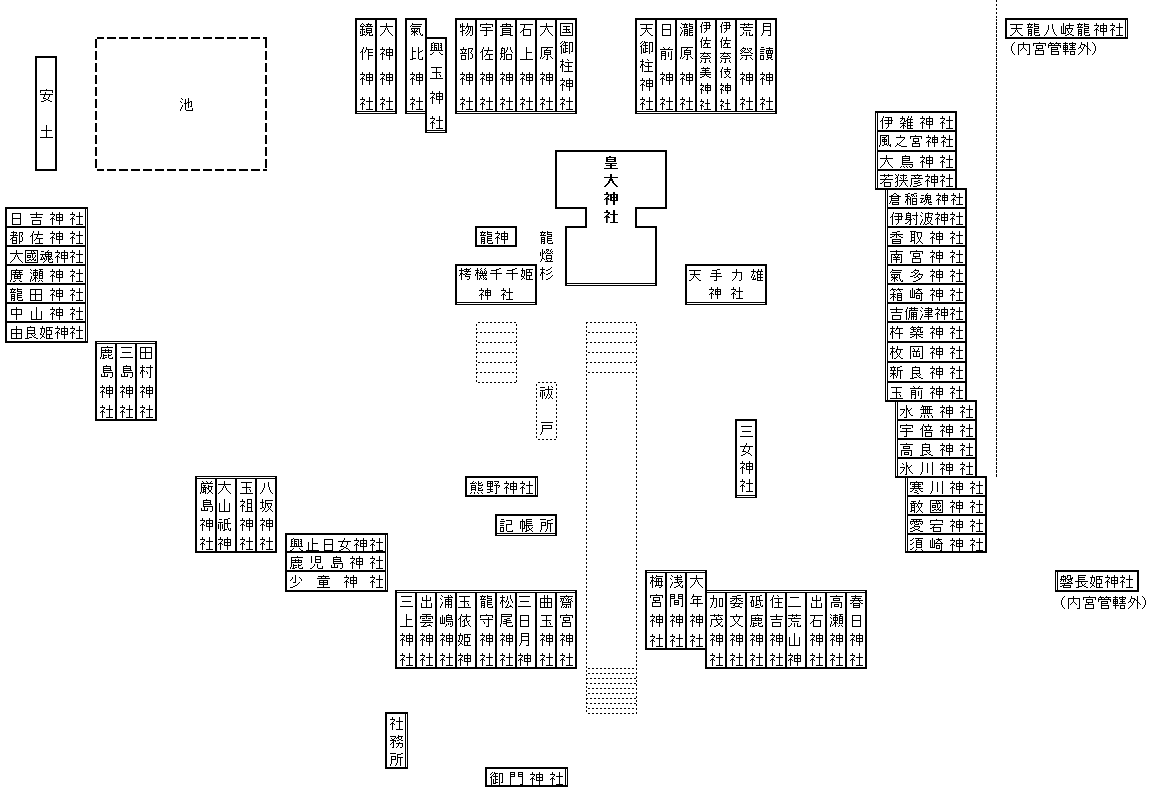
皇大神社の社殿配置図

- 計83社皇大神社の社殿配置図

## 主な祭事
- 9月1日 八朔祭

かつて宮津藩主が祈願のため行列をなして参拝したといい、それに因んで大名行列を模して練り歩く神事（練込）が行われる。古くは「笹囃子」もあったという。

## 現地情報
所在地
- 京都府福知山市大江町内宮字宮山217

交通アクセス
鉄道
- 最寄駅：京都丹後鉄道 宮福線 大江山口内宮駅 （徒歩15分）

車
- 京都府道9号綾部大江宮津線

周辺
- 天岩戸神社 - 当社の奥宮
- 五十鈴川 - 当社近くを流れる。伊勢神宮（内宮）前の五十鈴川と同名